# Groote Gaastmeer
Het Groote Gaastmeer (Fries en officieel: Grutte Gaastmar), ook gespeld als Grote Gaastmeer, is een meer in de Friese gemeente Súdwest-Fryslân, op de grens van de voormalige gemeenten Wymbritseradeel en Nijefurd.
Het meer ligt nabij het dorp Gaastmeer, ten westen van het Heegermeer. Het ligt in het Friese merengebied. Per 15 maart 2007 is de officiële benaming van het meer Grutte Gaastmar, daarvoor Groote Gaastmeer.